# Eigenbilzen
Eigenbilzen est une section de la ville belge de Bilzen située en Région flamande dans la province de Limbourg. C'était une commune à part entière avant la fusion des communes de 1977.
Le village est situé à 14 kilomètres au nord-est de Tongres.

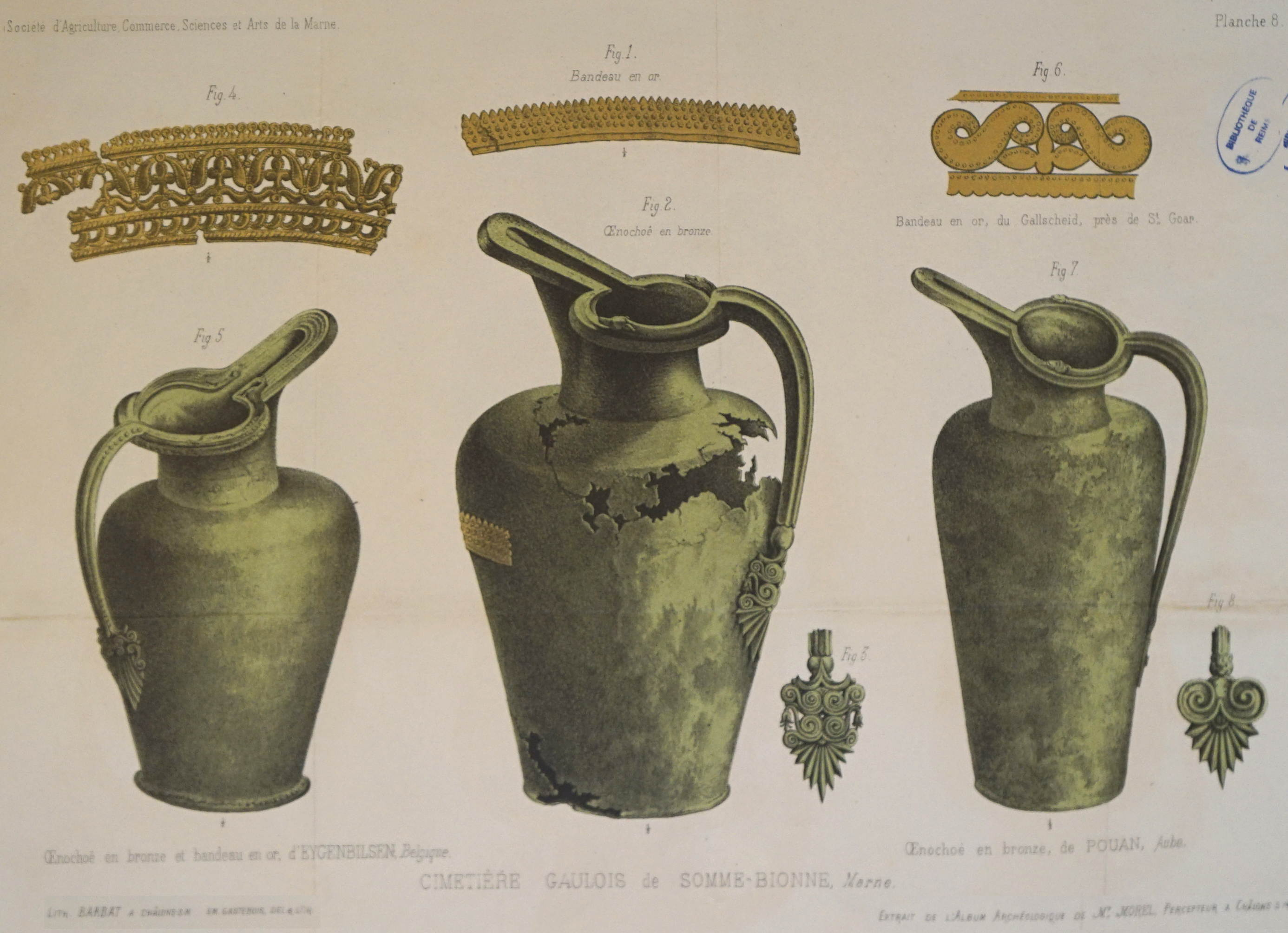
Œnochoé, à gauche trouvée fin XIXe siècle sur un dessin d'Émile Gastebois.

## Évolution démographique
- Sources: INS, www.limburg.be et Ville de Bilzen